# 本多光太郎

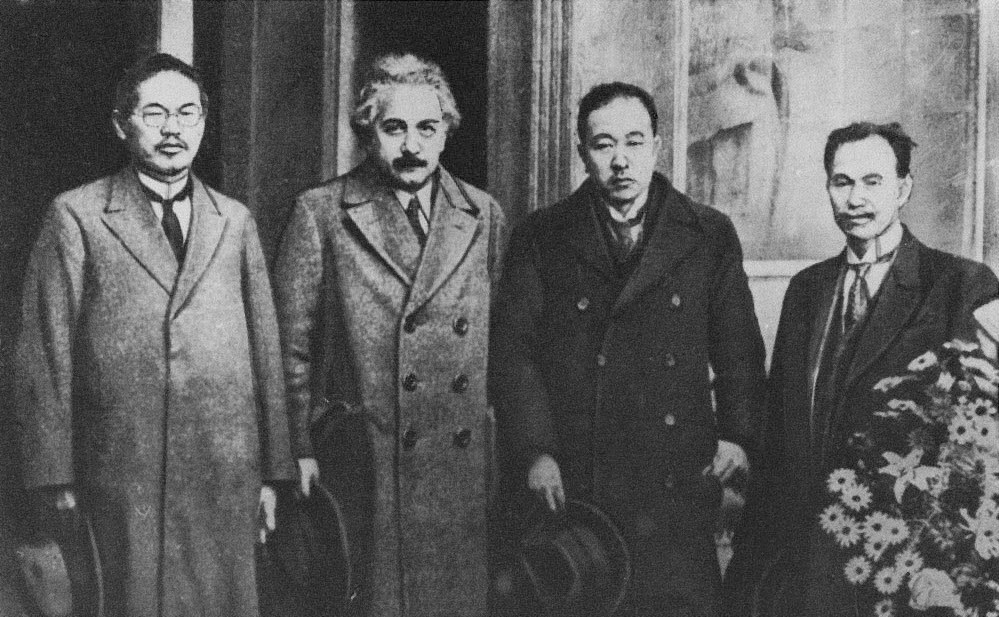
東北大学訪問記念写真。左から本多光太郎、アインシュタイン、愛知敬一、日下部四郎太

本多 光太郎（ほんだ こうたろう、1870年3月24日（明治3年2月23日） - 1954年（昭和29年）2月12日）は、日本の物理学者、金属工学者（冶金学者）。鉄鋼及び金属に関する冶金学・材料物性学の研究を、日本はもとより世界に先駆けて創始した。磁性鋼であるKS鋼、新KS鋼の発明者として知られる。文化勲章受章者。文化功労者。 
1932年に日本人初のノーベル物理学賞の候補に挙がっていたものの、受賞を逸している。長岡半太郎、鈴木梅太郎と共に理研の三太郎と称される。

## 来歴
- 1870年（明治3年）旧暦2月23日（グレゴリオ暦3月24日） - 三河国（翌1871年より愛知県碧海郡矢作町、現岡崎市新堀町字大庭）生まれ[1]。
- 1881年（明治14年） - 桑子尋常小学校卒業[3]。
- 1885年（明治18年） - 随念寺高等小学校卒業。
- 1887年（明治20年） - 上京、大学予備門に入学。
- 1889年（明治22年） - 第一高等中学校入学。
- 1894年（明治27年） - 東京帝国大学理科大学物理学科入学。
- 1897年（明治30年）7月10日 - 東京帝国大学理科大学物理学科卒業。
- ドイツおよびイギリス留学。
- 1911年（明治44年）2月22日 - 東北帝国大学理科大学開設時に物理学科教授となる。
- 1916年（大正5年） - 臨時理化学研究所第二部研究主任。
- 1917年（大正6年） - KS鋼を発明。
- 1919年（大正8年） - 東北帝国大学附属鉄鋼研究所初代所長就任。
- 1922年（大正11年） - 東北帝国大学附属金属材料研究所初代所長就任。
- 1931年（昭和6年）6月15日 - 東北帝国大学総長に就任。
- 1934年（昭和9年） - 新KS鋼を発明。
- 1937年（昭和12年）4月28日 - 第1回文化勲章を受章する[4]。
- 1940年（昭和15年） - 興亜工業大学（現・千葉工業大学）設立に参画。

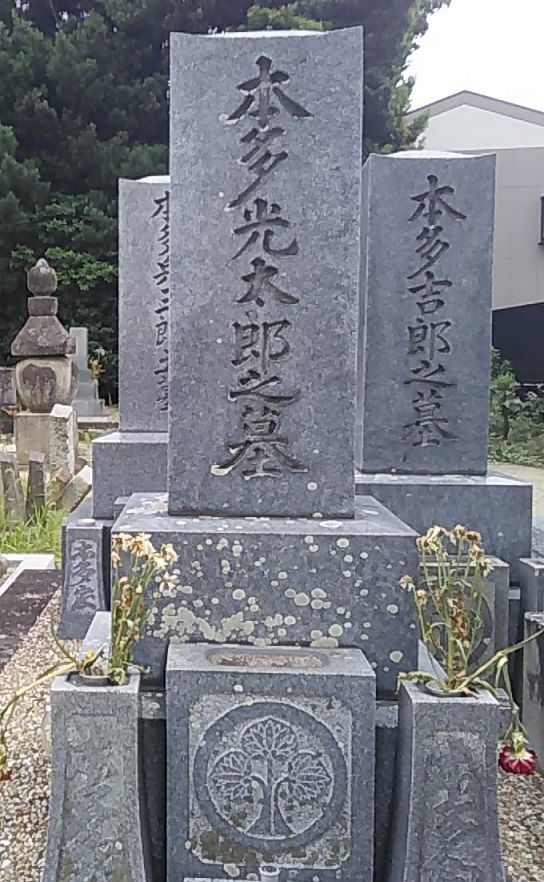
本多光太郎の墓(岡崎市妙源寺)

- 本多光太郎の墓(岡崎市妙源寺)1942年（昭和17年） - 興亜工大顧問に就任。
- 1949年（昭和24年）4月1日 - 東京理科大学初代学長に就任。
- 1951年（昭和26年）- 文化功労者に選ばれる。
- 1954年（昭和29年）2月12日 - 死去。勲一等旭日大綬章を贈られる。墓所は岡崎市大和町の妙源寺。

## 業績

### 冶金分野の功績
KS鋼、新KS鋼はいずれもその発明当時世界最強の永久磁石であった。当時は磁石も特殊鋼の一種工具鋼（1913年に島根県の安来鉄鋼合資会社の伊部喜作らが国産初の合金化に成功）の一種である磁石鋼という名称になっており、工具鋼が鉄鋼材料で最も硬い部類に属するので、これが現代の硬質磁性材料と呼ばれる由縁である。

### 本多式熱天秤の開発
1915年、加熱しながら化学反応の測定ができる本多式熱天秤を開発。多くの科学者が利用し業績を上げたことから、2016年に分析機器・科学機器遺産に指定された。

### 研究機関への貢献
- 研究組織の運営にも手腕を発揮し、東北大学金属材料研究所の設立に尽力し、同研究所を材料科学の世界有数の拠点に拡充発展させる礎を築いた。
- 日本金属学会の創設(1937年)を提唱し尽力した。初代会長を務めた。
- 航空計器材料研究所（のちの電磁材料研究所 =電磁研）初代理事長。

## 人物
- 無類の実験好きとして知られ、「今日は晴れているから実験しよう」と言って実験室に籠もり、その翌日雨が降れば「今日は雨だから実験しよう」と言ってやはり実験をしていたと言われる。また、自身の結婚式に姿を現さないため、よもやと思って探しに行ったところ大学の研究室で実験をしていたという逸話もある。
- 自身が指導している研究者に対しては毎日のように実験の進行状況を「どおだあん（どんな状況だ？）」と言って確認していただけでなく、論文に対しても細かい指示を行っていた。このため、本多が輩出した研究者たちは「本多スクール」の出身者ともいわれる。本多は研究者としてだけでなく研究指導者としてもその才能を発揮していたといえるだろう。
- 身の回りの細かいことは気にかけず大雑把であったという。
  - 東北帝大総長当時、式典での総長による教育勅語朗読は、少なくともどこか一ヶ所を読みが間違うか読み飛ばすのが常であった。
  - 羽織は紐の結び目が左右で大きく偏って結ばれ、雨でも晴れでもいつも洋傘を手に歩いていた。「傘があれば、雨でも濡れんでええわなあ。晴れなら荷物と反対の手にバランスが取れてええわなあ」と語ったと伝えられる。
  - 身なりもこだわらず、着物は古いものをいつまでも長く用い、履物は底が相当磨り減るまで履いた。
- 雑種の犬を連れて大学に出勤したと伝えられている。
- 鉄に関して、「鉄」の旧字体「鐵」が「金・王・哉」に分解できることから、「鐵は金の王なる哉」と評した。また、色紙に「今が大切」「つとめてやむな」と揮毫したものが残されている。
- 小さいころは学校の成績も悪く、大きな体で、年中青ばなをたらし、「はなたらしの光さん」とあだ名をつけられる学校嫌いの子だった。
- 評定河原球場に5千円の私費を投じ、スタンドを寄贈した[9]。
- 1936年（昭和11年）に深見篤慶の遺稿が出版された際に、同郷の人物として序文を寄稿している。
- 1947年（昭和27年）8月6日、昭和天皇が戦後巡幸で東北帝国大学金属材料研究所を視察した際には、研究所の沿革と現状について説明を行った[10]。

## 栄典
位階
- 1917年（大正6年）5月21日 - 従五位[11]
- 1940年（昭和15年）5月31日 - 正三位[12]

勲章
- 1940年（昭和15年）7月13日 - 勲一等瑞宝章[13]

## 顕彰等
- 英国鉄鋼協会ベッセマー賞 (1922年5月4日)
- 帝国学士院会員 (1922年12月26日)[14]
- 米国金属学会名誉会員 (1924年)
- 米国フランクリン協会エリオット・クレッソン・メダル (1931年5月20日)
- ドイツ、ゲッティンゲン大学名誉理学博士 (1933年11月)
- 文化勲章 (1937年4月28日)
- 東北帝国大学名誉教授 (1940年7月31日)
- 仙台市名誉市民 (1949年5月2日)[15]
- 文化功労者 (1951年)
- 勲一等旭日大綬章 (1954年2月12日)
- 岡崎市名誉市民 (1961年7月1日)

## 資料
- 書籍『本多光太郎伝』 (石川悌次郎著、日刊工業新聞社、1964年〔昭和39年〕)
- 書籍『本多光太郎―マテリアルサイエンスの先駆者』 (平林真編、本多記念会監修、アグネ技術センター刊、2004年〔平成16年〕)
- 資料館 本多記念室 (宮城県仙台市青葉区片平2-1-1 東北大学金属材料研究所本多記念館内)
- 資料館 本多光太郎館 (愛知県岡崎市欠町大山田1-1 岡崎市東公園内) － 本多の幼いころの勉強部屋だった家屋を移築したものである。
また東北帝国大学在職時の住宅が本多会館（宮城県仙台市青葉区米ケ袋）として東北大学管理の施設として残る。
- 東北大学史料館（宮城県仙台市青葉区片平2-1-1）において「本多光太郎文書」(1911-20年頃の研究ノート、実験記録、論文原稿等）が保存・公開されている